# (1205) Ebella
(1205) Ebella est un astéroïde de la ceinture principale découvert le 6 octobre 1931 par l'astronome allemand Karl Wilhelm Reinmuth. Le lieu de découverte est Heidelberg (024). Sa désignation provisoire était 1931 TB1. Il a été nommé en l'honneur de l'astronome allemand Martin Ebell.